# Шоколадне печиво
Шоколадне печиво — це бісквіт (у США називається "кукіс"), який покритий шоколадом, або який був виготовлений шляхом заміни частини борошна на какао-порошок.
Шоколадне печиво досить популярне в усьому світі, особливо у Великій Британії. Склад та рецепт можуть значно відрізнятися, і часто існують законодавчі акти, що визначають, як печиво може бути описане. У Великій Британії печиво без зовнішнього покриття може бути описане як "шоколадне" лише в тому випадку, якщо воно містить щонайменше 3% сухих какао-продуктів. Якщо є покриття, воно повинно містити какао-масло як жир, щоб описуватися як шоколад, а не просто "зі смаком шоколаду".
У 1891 році брати Cadbury подали патент на шоколадне печиво.

## Оподаткування
Точна структура та склад є важливими для визначення податку на додану вартість (ПДВ), що застосовується у Великій Британії. Загальний принцип полягає в тому, що предмети розкоші, такі як кондитерські вироби, оподатковуються, тоді як основні продукти харчування – ні. Прецедентне право та рішення визначили, що шоколадне печиво, таке як шоколадне вівсяне печиво або Kit Kat, оподатковується, тоді як печиво з шоколадною крихтою або Jaffa cake – ні.